# Georg Spalatin
Georg Spalatin, właściwie Georg Burkhardt, w spolszczonej formie Jerzy Spalatyn (ur. 17 stycznia 1484 w Spalt, zm. 16 stycznia 1545 w Altenburgu) – niemiecki duchowny, kaznodzieja i sekretarz elektora saskiego Fryderyka Mądrego, ważna postać okresu reformacji.

## Życiorys
Georg Spalatin studiował na uniwersytetach w Erfurcie (1498–1499, 1505) i w Wittenberdze (1502–1503). Wcześnie związał się ze środowiskami humanistycznymi. W 1505 roku zaczął nauczać w klasztorze Georgenthal i w 1508 roku został wyświęcony. Następnego roku został nauczycielem młodego księcia Jana Fryderyka, który później został elektorem. W 1512 roku został bibliotekarzem Fryderyka Mądrego. Wkrótce został najbardziej zaufanym współpracownikiem księcia elektora. Swoje wpływy wykorzystywał, by chronić przed sądami humanistów i poetów. Poznanie Marcina Lutra zmieniło jego życie i, jeszcze zanim porzucił katolicyzm, korzystał z jego rad. To właśnie Spalatin zdobył u elektora poparcie dla Lutra, chociaż próbował nieco powstrzymywać gwałtowne działania Lutra i to wpływom Spalatina można przypisywać niepewną postawę Lutra we wczesnych latach reformacji.
W 1518 roku Spalatin towarzyszył elektorowi na sejmie w Augsburgu, negocjował z kardynałem Kajetanem i nuncjuszem Miltitzem, był obecny przy wyborze i na koronacji Karola V oraz na sejmie w Wormacji. Podczas pobytu Lutra na zamku w Wartburgu umożliwiał mu korespondencję z Wittenbergą. Pomimo trudności jego sytuacji na dworze Fryderyka Mądrego, który pozostał wierny wierze katolickiej, Spalatin próbował przekonać księcia do poglądów Lutra, co poskutkowało zniesieniem niektórych obrzędów w seminarium w Wittenberdze. Po śmierci Fryderyka Mądrego utrzymał swą pozycję na dworze, jednak jego stałą siedzibą stał się Altenburg, gdzie został kanonikiem i kaznodzieją. 13 sierpnia 1525 roku wygłosił swoje pierwsze kazanie. Jego próby zreformowania seminarium w Altenburgu spotkały się z oporem, zwłaszcza, że jego małżeństwo stało się okazją do krytyki, jednak wykorzystując prawo świeckie przeprowadził dzieło reformacji. W 1526 roku towarzyszył elektorowi Janowi na sejmie w Spirze, brał także udział w wizytacjach. W 1530 brał udział w sejmie w Augsburgu, oraz towarzyszył księciu podczas wyboru króla Ferdynanda w Kolonii. W 1532 brał udział w sejmie w Schweinfurcie, towarzyszył księciu w wyprawie do Wiednia, gdzie ten złożył hołd Ferdynandowi, brał udział w zawieraniu pokoju z Cadan (1534) i w tworzeniu artykułów szmalkaldzkich. Pozostał związany w Uniwersytetem w Wittenberdze i często go odwiedzał. Pod koniec życia popadł w melancholię, jednak pozostał aktywny aż do śmierci.